# Équipe de Pologne de Coupe Davis
L'équipe de Pologne de Coupe Davis représente la Pologne à la Coupe Davis. Elle est placée sous l'égide de la Fédération polonaise de tennis.

## Historique
Créée en 1925, l'équipe de Pologne de Coupe Davis évolue régulièrement dans le groupe I de la zone Europe-Afrique où elle a atteint les demi-finales de la compétition en 1950, 1958, 1966, 1972. Lors des barrages de 2015, elle se qualifie pour la première fois dans le groupe mondial en battant la Slovaquie. Elle joue sa première rencontre dans le groupe mondial en 2016 à domicile face à l'Argentine et s'incline 3 à 2. Lors des barrages, les Polonais perdent 3 à 2 contre les Allemands et sont donc à nouveau relégués dans le groupe inférieur.

## Joueurs de l'équipe

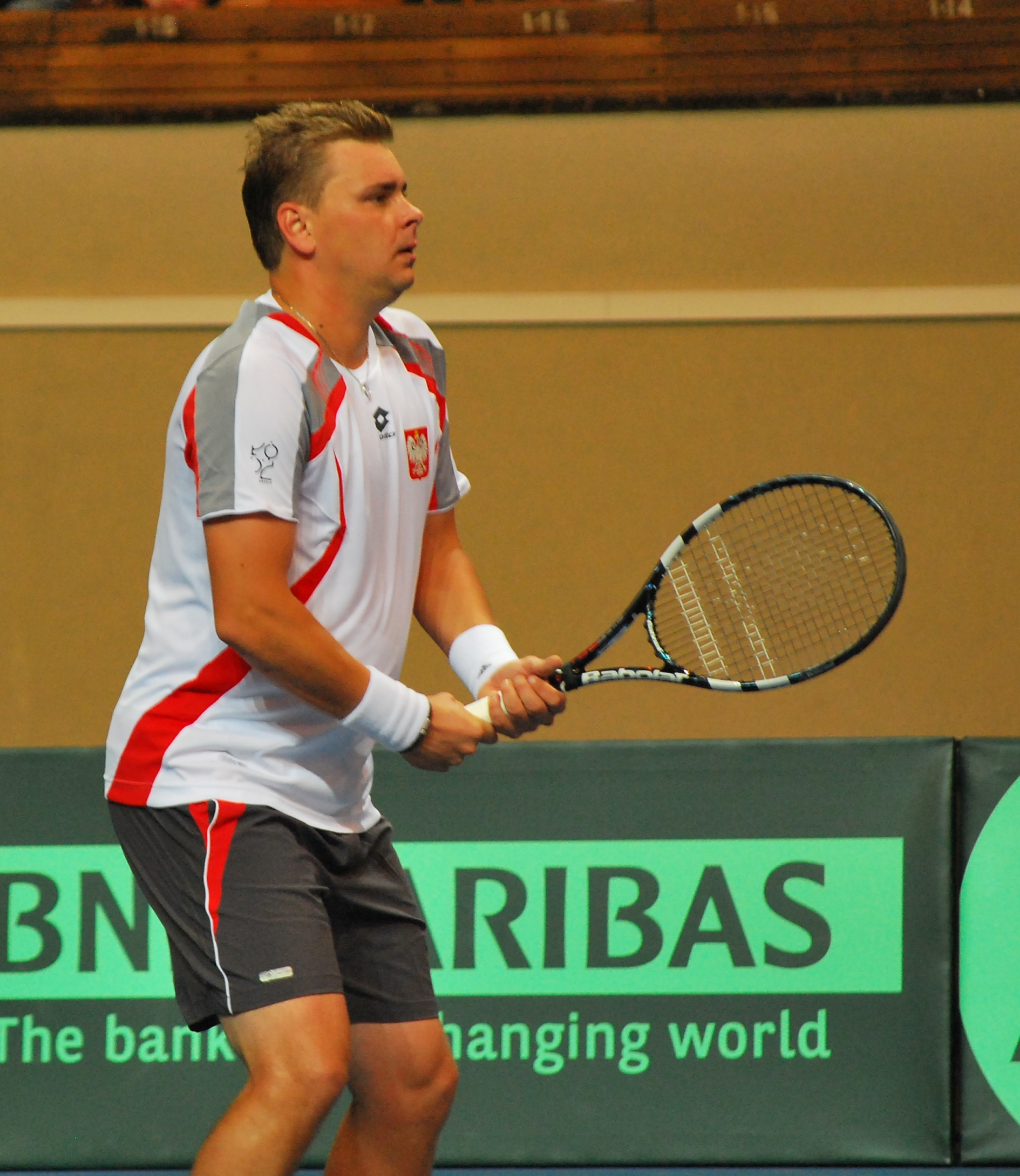
Marcin Matkowski lors d'une rencontre de la Coupe Davis 2012 contre la Biélorussie.

Les chiffres indiquent le nombre de matchs joués-remportés
Les joueurs historiques de l'équipe :
- Grzegorz Panfil
- Jerzy Janowicz
- Łukasz Kubot
- Michał Przysiężny
- Marcin Matkowski (33-11)
- Bartlomiej Dabrowski (37-24)
- Mariusz Fyrstenberg (29-14)